# Chiesa del Patrocinio di San Giuseppe (Altopiano della Vigolana)
La chiesa del Patrocinio di San Giuseppe è la parrocchiale di Bosentino, frazione di Altopiano della Vigolana in Trentino. Fa parte della zona pastorale di Trento dell'omonima arcidiocesi e risale al XVII secolo.

## Storia

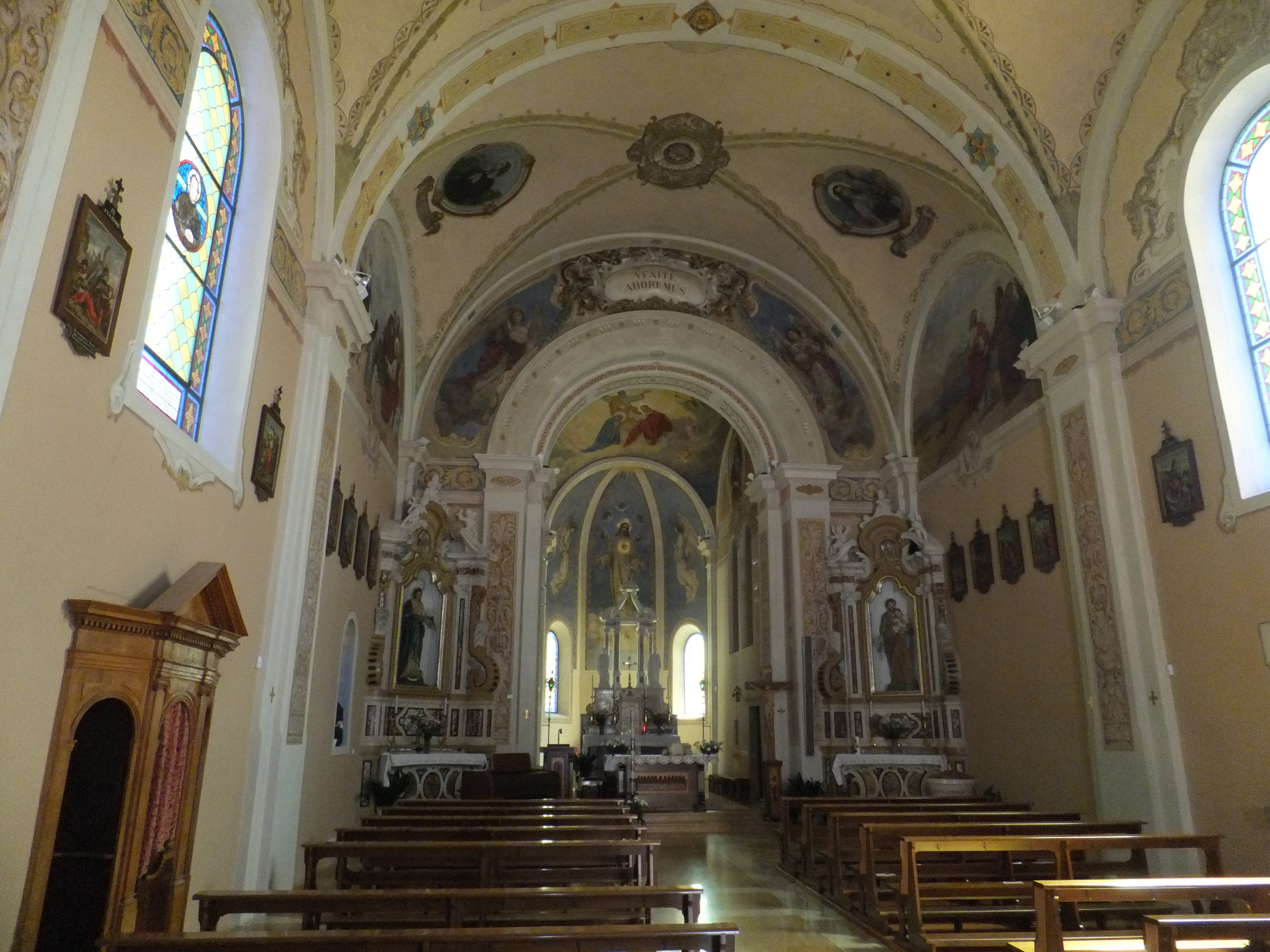
Interno

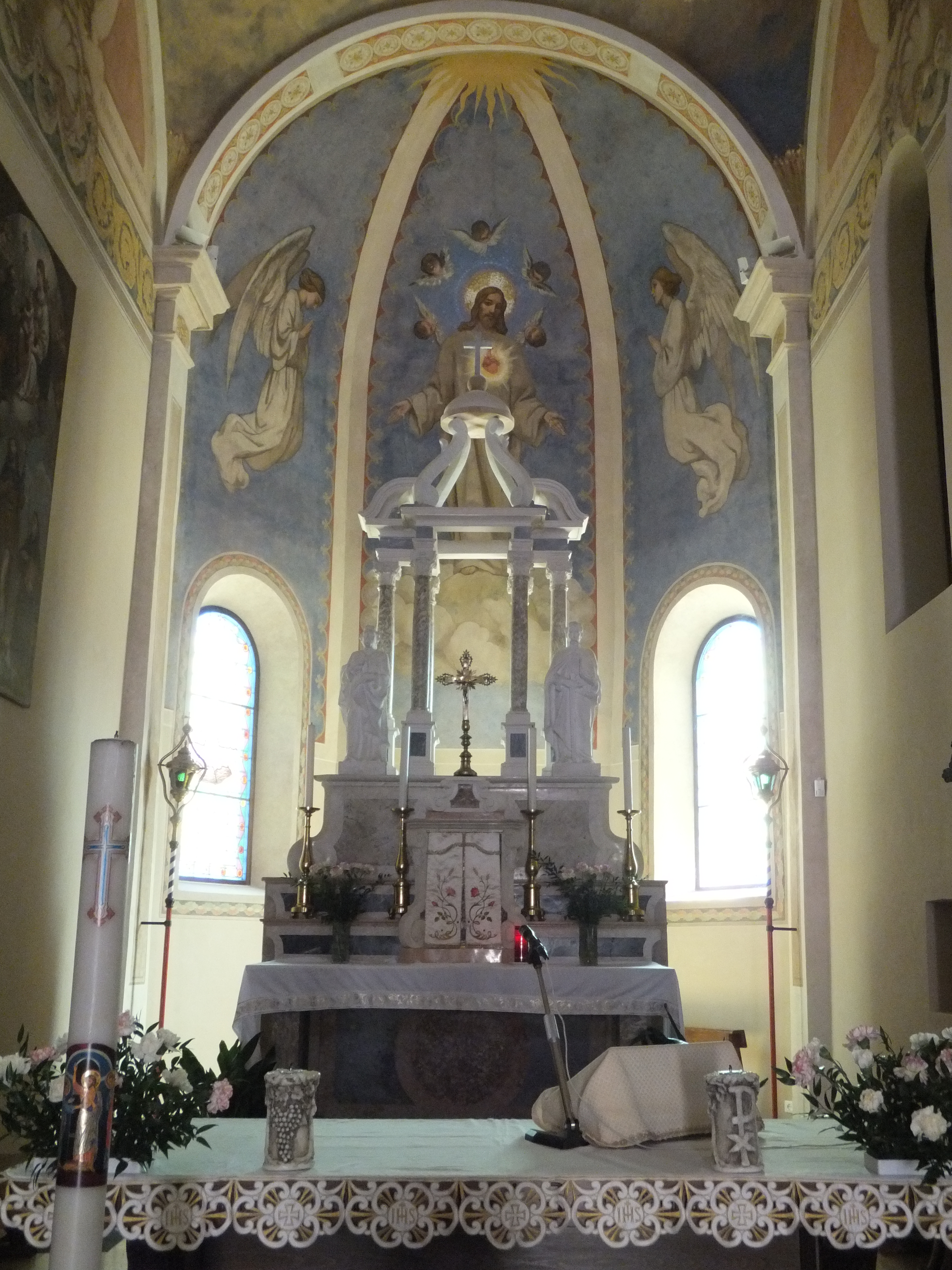
Presbiterio della Chiesa con altare maggiore preceduto dalla mensa al popolo voluto dall'adeguamento liturgico post-conciliare

La chiesa venne eretta tra il 1664 e il 1668 ma i lavori per il suo completamento arrivarono sino al 1674 (data un tempo riportata sulla facciata). Ebbe dignità curiaziale nel 1743.
Nel 1805 si sistemò il camposanto vicino alla chiesa, che venne benedetto e consacrato, mentre la consacrazione solenne dell'edificio fu celebrata solo nel 1828.
Verso la fine del XIX secolo per i fedeli di Bosentino la chiesa iniziò a non essere più sufficiente e si decise di ampliarla. I lavori iniziarono nel 1889 e conservarono alcune parti del nuovo edificio, come abside e presbiterio. Attorno al 1893 il nuovo edificio era quasi ultimato; le coperture erano state sistemate, la facciata era stata adornata da lesene con capitelli classici in stile ionico e il pavimento della sala era pronto. Intanto erano state abbattute le parti del vecchio edificio che non si volevano conservare, come la precedente navata, e si era edificata la nuova sagrestia.
La consacrazione solenne della nuova chiesa del Patrocinio di San Giuseppe fu celebrata nel 1893 e pochi anni dopo venne ristrutturata anche la torre campanaria.
Nel primo dopoguerra, a partire dal 1931, vennero decorate la facciata, la navata e il presbiterio. Ebbe dignità di chiesa parrocchiale nel 1956.
Un ciclo di restauri conservativi iniziò nel 1972, e portò alla revisione di tutte le coperture e ad altri interventi non specificati. Poi altri restauri su tutto l'edificio sono stati attivati sia nel 2002 sia nel 2010.